# Маркони, Гульельмо
Гулье́льмо Джова́нни Мари́я Марко́ни (итал. Guglielmo Giovanni Maria Marconi; 25 апреля 1874, Болонья — 20 июля 1937, Рим) — итальянский радиотехник, предприниматель и дипломат. Лауреат Нобелевской премии по физике за 1909 год совместно с Карлом Фердинандом Брауном «в знак признания их вклада в развитие беспроволочной телеграфии». Основатель Wireless Telegraph & Signal Company (впоследствии Marconi Company). С именем Маркони во многих странах связывают начало практического применения радиосвязи.
Происходил из семейства крупного итальянского землевладельца, его мать была ирландского происхождения из семейства основателей винокурни Jameson. Обучался в школах Великобритании и Италии, посещал занятия в Болонском университете, хотя формального высшего образования не получил. Заинтересовавшись в 1894 году вопросом передачи электромагнитных волн, в последующие годы осуществил на практике беспроводную передачу телеграфного сигнала.

## Биография

### Происхождение
Фамилия «Маркони» происходила из Капуньяно в Порретта-Терме, где была зафиксирована переписью 1700 года, а дворянский род мог проследить своё происхождение до XVI века. Доменико Маркони — дед будущего изобретателя — родился в 1788 году в Капуньяно. В 1817 году он женился на Терезе Далли, дочери землевладельцев деревни Кастеллуччо, от которой имел пятерых детей. Основной доход семье приносило производство холстов из местной конопли, которые пользовались спросом даже в Ливорно. Доменико был грамотным и извлекал большие репутационные преимущества из посредничества при торговых сделках. В 1831 году Маркони приобрели четырёхэтажный дом на Пьяцца Маджоре в Порретте. Семья владела также конюшней в городе и землями в трёх окрестных коммунах. Старшие сыновья получили образование в Болонье. В 1840-е годы Маркони занялись производством шёлка в Монтекьяро.

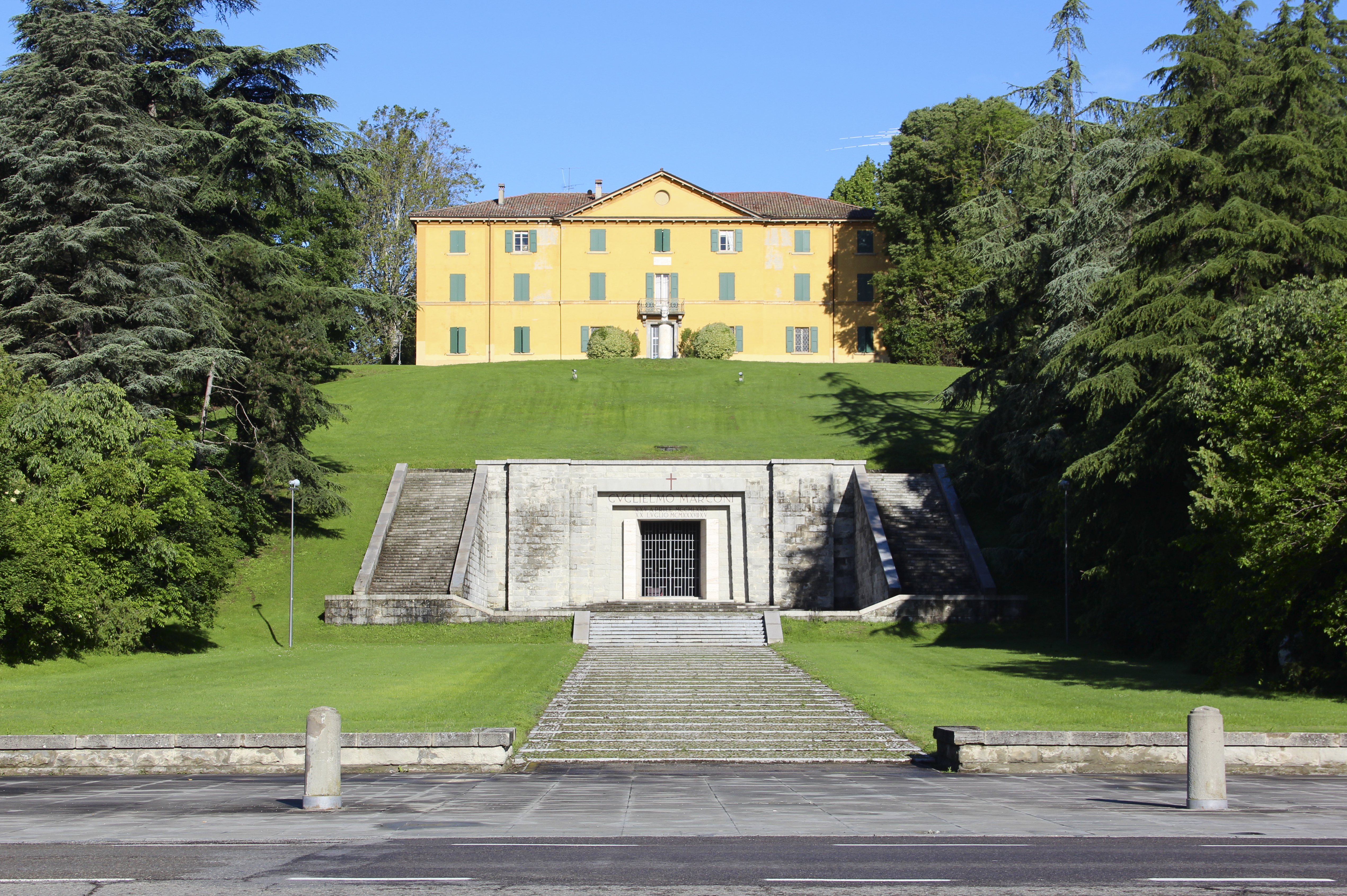
Вилла Гриффони — семейная резиденция Маркони. Фото 2019 года

Во время республиканского восстания 1848 года за создание независимой Болонской республики Доменико был на стороне демократов и приобрёл Виллу Гриффони в девяти милях от Болоньи, в том же году он скончался. Старший сын Доменико и Терезы преуспел в коммерции и женился на дочери болонского банкира Реноли. Джузеппе родился в январе 1825 года и, потеряв мать в трёхлетнем возрасте, воспитывался у родни. Его будущая жена, ирландка Энни Джеймсон (внучка основателя винокурни Jameson), по семейному преданию, была отправлена в Болонью обучаться в консерватории и жила у Реноли под присмотром деловых партнёров её отца. Джузеппе был, вероятно, равнодушен к религии, ибо Джеймсоны являлись убеждёнными протестантами, а Энни заявила, что никого из своих детей не отдаст в духовное учебное заведение. После её возвращения на родину молодые люди переписывались и обвенчались в Булони 16 апреля 1864 года. Джузеппе тогда было почти сорок лет, Энни около двадцати пяти.
Первый сын Джузеппе и Энни Маркони — Альфонсо — появился на свет в ноябре 1865 года. Супруги много раз меняли место жительства вслед за деловыми предприятиями главы семейства. В 1871 году они приобрели Палаццо Альбергати в Болонье, где держали штат прислуги. Джузеппе и Энни не любили городской жизни и были легки на подъём — например, глава семейства в 1869 году из любопытства отправился на открытие Суэцкого канала. Хотя Джузеппе, по воспоминаниям, имел суровый вид, но по натуре был типичным «весёлым болонцем». Он вёл дела в Великобритании, хотя так и не научился английскому языку, а круг деловых связей охватывал половину Европы. Он не был скупым, но настаивал, чтобы домочадцы точно обосновывали любые свои расходы и желания. Этот подход также был унаследован сыном. История жизни всех Маркони хорошо документирована, поскольку после кончины Гульельмо Маркони восемь ящиков с перепиской, семейными счетами, вырезками из прессы и прочим сохранились в архиве Королевской академии наук Италии, были выкуплены Фондом Гульельмо Маркони и вновь обнаружены спустя полвека.

### Ранние годы
Гульельмо Маркони появился на свет 25 апреля 1874 года в родительском доме Палаццо Марескальки и был крещён в расположенном рядом соборе Сан-Пьетро. В возрасте полутора лет его перевезли на Виллу Гриффоне, которая стала его основным домом на ближайшие тридцать лет. Когда ему исполнилось два или три года, мать навестила родственников в Бедфорде, вероятно, чтобы отдать старшего сына в английскую школу, которыми славился этот город. Пятилетний Гульельмо также начал образование в Англии, но в 1880 году семья вернулась в Италию. Отец в то время хотел отказаться от итальянского подданства и принял меры к натурализации в Британии, однако попытка оказалась неудачной.
Отец и мать заботились, чтобы их сыновья в равной степени владели английским и итальянским языками, кроме того, Альфонсо и Гульельмо говорили на местном болонском диалекте. По воспитанию и манере поведения, Гульельмо более всего напоминал англичанина — чем его дразнили в детстве. С матерью сыновья чаще всего общались по-английски, и в британской прессе отмечали, что у Маркони был скорее ирландский, чем итальянский акцент. В общем, сведения о ранних годах Маркони относительно скудны и изобилуют пробелами. В начальной школе он не отличался особыми способностями, однако частные учителя отмечали, что он проявлял энтузиазм к предметам, которые ему нравились, и явно демонстрировал творческий подход. На Вилле Гриффоне была хорошая библиотека.
Переоткрытие архива показало, что Маркони не был самоучкой, но уже с 11-летнего возраста предпочитал заниматься сам, особенно это касалось физических и химических экспериментов. Значительную часть 1882 года мать с сыновьями провела во Флоренции, а затем переехала в Ливорно, поскольку не переносила болонских зим. Из переписки супругов следует, что Гульельмо не отличался крепким здоровьем, но всё-таки его отдали в частную школу Istituto Cavallero. Из-за дороговизны в 1885 году семья переехала в Ливорно в приход церкви вальденсов. В течение четырёх лет Гульельмо учился в школе естественных наук Istituto Nazionale, где его влечение к физике и химии только усилилось. После возвращения в Болонью ему наняли частных учителей по математике и физике и 16-летний юноша впервые определённо заявил, что желает посвятить жизнь науке.

### Основной период
Летом 1894 года во время каникул Гульельмо случайно узнал о работах Генриха Герца. Заинтересовавшись вопросами передачи электромагнитных волн, он прослушал в Болонском университете курс лекций по физике и электромагнитным колебаниям у профессора Аугусто Риги. Тогда же в имении своего отца начал экспериментировать. Весной 1895 года, как следует из биографии Маркони, изданной в Италии в 1941 году, он передал сигнал из своего сада в поле на расстояние нескольких сотен метров, но документальных свидетельств этому нет.
Согласно двум автобиографиям Маркони: Brief Story of My Life (Краткая история моей жизни) и Wireless Telegraphy (Беспроводная телеграфия, 1895—1919), первая приёмно-передающая установка в поместье отца в Понтеккио на окраине городка Сассо примерно в 17 км от Болоньи собиралась в июне 1895 года тремя приглашёнными (на деньги отца) инженерами из Болоньи совместно со старшим братом Альфонсо и двоюродным братом по матери, инженером-технологом мукомольного производства ирландцем Г. Джеймсоном (1854—1936).
Маркони предложил использование беспроводной связи министерству почты и телеграфа и в морском ведомстве, но получил отказ. Желая получить патент на изобретение, он понял, что рассмотрение заявки в итальянской патентной службе может затянуться на долгое время.
В середине февраля 1896 года Маркони прибыл в Великобританию. 31 марта 1896 года по родственным каналам он был представлен главному инженеру телеграфа в британском почтовом ведомстве Уильяму Прису. При содействии Приса работы с аппаратурой были продолжены и 2 июня 1896 подана заявка на получение патента Великобритании № 12039 с формулировкой «Усовершенствования в передаче электрических импульсов и сигналов и в аппаратуре для этого». Оформлением заявки занималась (по договору) группа квалифицированных специалистов. По просьбе Приса, в июле 1896 года Маркони продемонстрировал свою аппаратуру, передав сигнал с крыши лондонского почтамта в другое здание на расстояние 400 м. Тогда же Прис распорядился прикрепить к Маркони ассистента — высококвалифицированного инженера-телеграфиста Дж. Кемпа (1858—1933), который стал пожизненным помощником и руководителем ряда работ у Маркони.

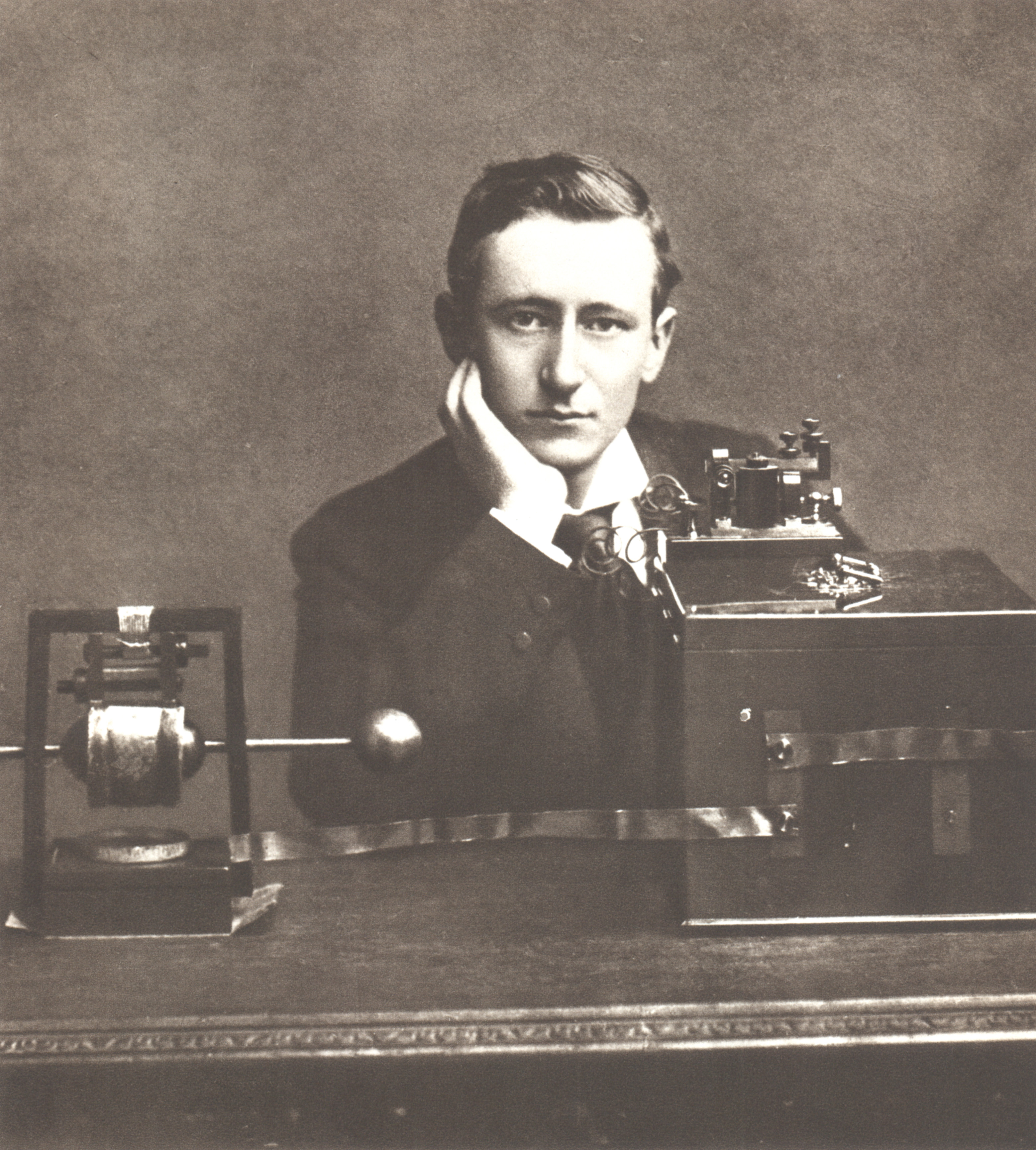
Маркони со своей аппаратурой (1896)

Первую публичную демонстрацию своей аппаратуры Маркони провёл 2 сентября 1896 года на равнине Солсбери. Передатчик состоял из катушки Румкорфа и разрядника, разработанного Аугусто Риги, — модифицированного вибратора Герца. Было показано несколько приборов: передатчики с антеннами из длинного провода и в виде параболического рефлектора, приёмники с печатающим механизмом и антеннами из длинного провода и в виде параболического рефлектора. Приёмник с трёхметровой вертикальной антенной принимал сигнал передатчика на расстоянии около 0,5 км. Передатчик и приёмник с параболическими рефлекторами показали дальность связи 2,5 км. В сентябре 1896 года слухи о новом изобретении получили подтверждение в выступлении Приса на ежегодном техническом съезде в Ливерпуле. Сообщалось, что королевским телеграфным ведомством начаты экспериментальные работы по передаче информации электромагнитными волнами с использованием беспроволочного телеграфа системы Маркони.
Согласно записи в дневнике Дж. Кемпа, первая публичная демонстрация беспроволочного телеграфа состоялась 12 декабря 1896 года в конференц-зале Лондонского благотворительного института. Интересующиеся современными достижениями представители научной интеллигенции и прессы увидели закрытые чёрные ящики, с которыми расхаживали Прис на сцене и Маркони в зале. При нажатии Присом телеграфного ключа у Маркони срабатывал установленный на ящике звонок. Демонстрация произвела сильное впечатление. На другой день в газетах появились похвальные статьи, впервые упоминавшие Маркони в широкой прессе.
В марте 1897 года в Солсбери антенна приёмника длиной 40 м была поднята на высоту газовым баллоном, дальность приёма составила около 6 км (4 мили). В марте 1897 года патентная заявка была дополнена основным патентосодержательным материалом.

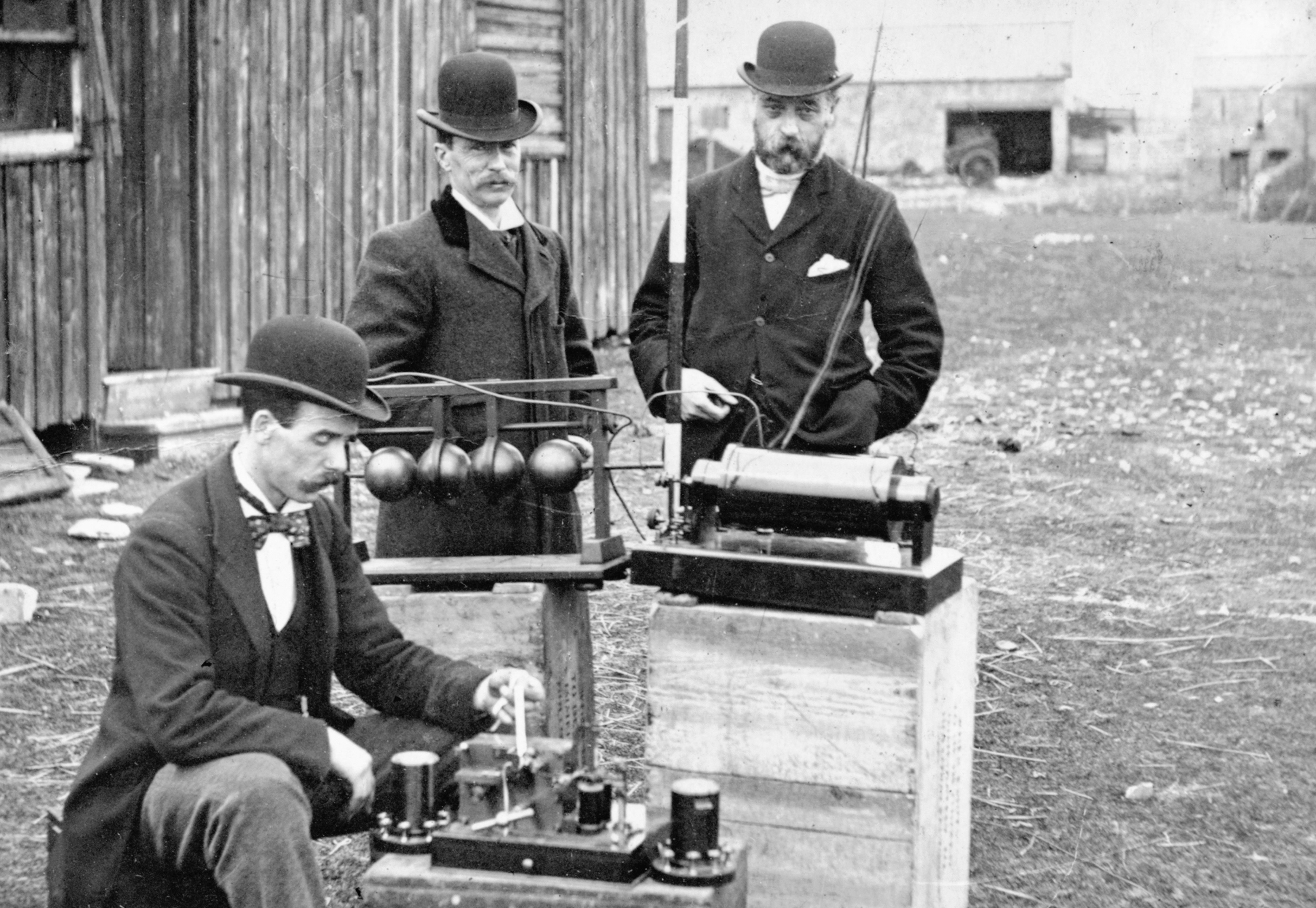
Инженеры почтового отделения Великобритании с аппаратурой Маркони на острове Флэт-Холм в Бристольском заливе, май 1897 года

В мае 1897 года Маркони осуществил передачу через Бристольский залив телеграфных сигналов (слов и словосочетаний) на расстоянии 14 км. Первая подробная публикация о его аппаратуре появилась 11 июня 1897 года, а 2 июля 1897 года был получен патент № 12039. 13 июля патент был выдан в США.
6 июля 1897 года на итальянской военно-морской базе Ла Специяна аппаратура Маркони демонстрировалась широкой публике, при этом была передана телеграфным кодом фраза «Viva l’Italia» («Да здравствует Италия») на расстояние 18 км. В июле 1897 года было образовано открытое акционерное общество Wireless Telegraph and Signal Company. В ноябре 1897 года была построена первая стационарная радиостанция на острове Уайт, обеспечившая в начале 1898 года связь острова с материком на расстоянии 23 км.
В созданной в компании Маркони научно-исследовательской лаборатории работали выдающийся учёный Джон Флеминг и многие талантливые инженеры, среди которых: Уильям Экклз, Чарльз Франклин, Генри Раунд и другие. В мае 1898 года исследовательская группа Маркони впервые применила схему резонансной настройки приёмника с трансформаторной связью с антенной и с разделительным конденсатором в цепи когерера — схема получила название «джиггер», патентная заявка на неё поступила 1 июня 1898 года, британский патент № 12326 был получен 1 июля 1899 года (ещё один британский патент № 7777 на схему резонансной настройки передатчика Маркони получил в апреле 1900 года). В Челмсфорде был открыт первый «завод беспроволочного телеграфа», на котором работали 50 человек.

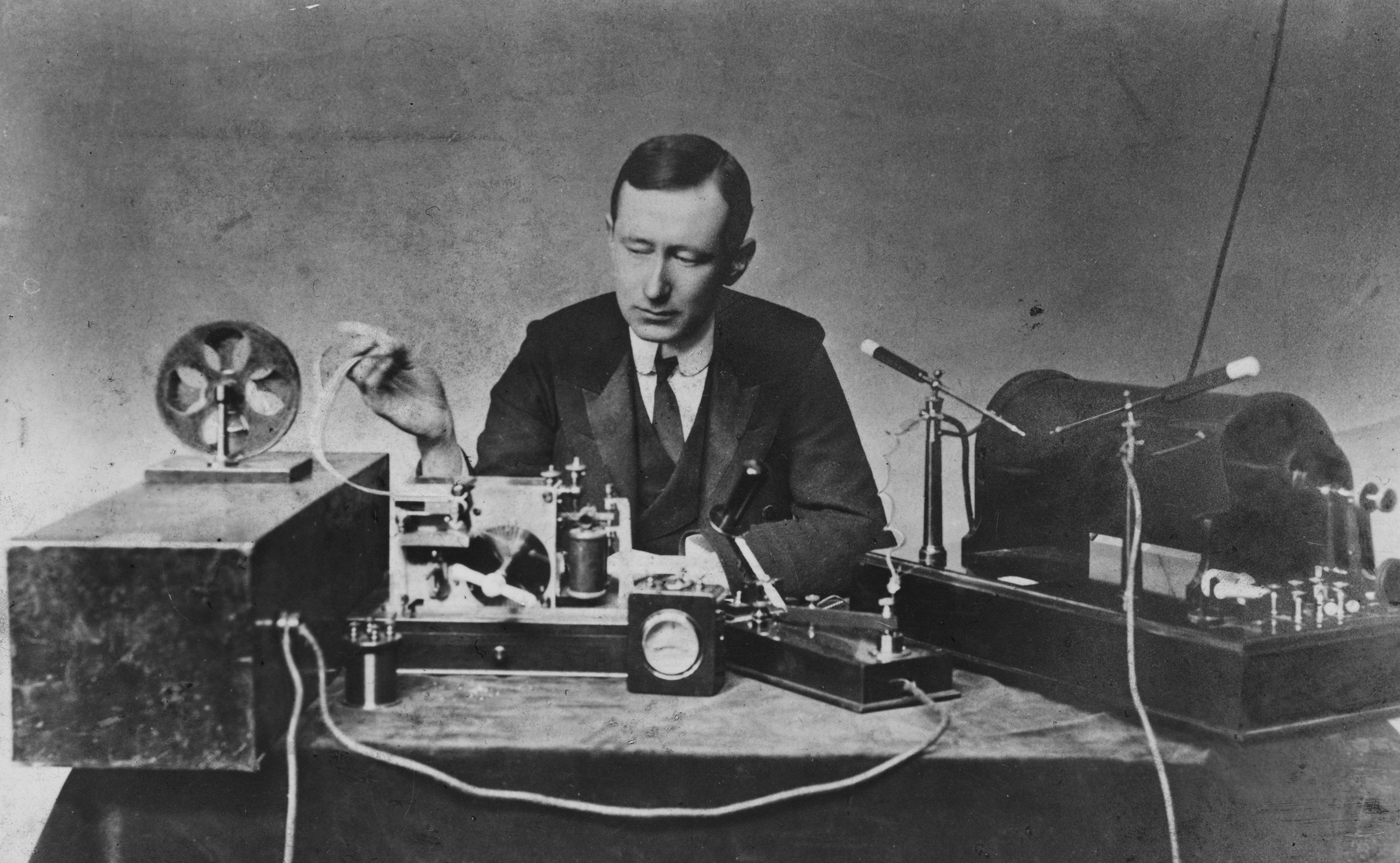
Маркони со своей аппаратурой конца 1890-х годов: передатчик (справа) и приёмник (слева) с лентой печатающего устройства (1901)

Компания Маркони, кроме договорных научно-технических работ, участвовала в мероприятиях, рассчитанных на внешний эффект, привлекая газетных репортёров для освещения событий. Так, в июле 1898 года была обеспечена передача телеграмм для королевы Виктории, проживавшей в резиденции на острове Уайт. Послания она получала от старшего сына Альберта — принца Уэльского, незадолго до этого повредившего ногу на дипломатической вечеринке в Париже, но находившегося в море на яхте и принимавшего участие в очередной парусной регате. Королева ежедневно получала бюллетень о состоянии здоровья сына, поступавший параллельно и оперативно в редакции газет, публикации которых оповещали всю страну о самочувствии принца Уэльского, что по тому времени всем казалось совершенно беспрецедентным. На яхте была установлена вертикальная передающая антенна высотой 25 м, приёмная антенна располагалась на берегу на мачте высотой 30 м. Телеграммы, содержавшие от 50 до 100 слов, передавались со скоростью 10—12 знаков в минуту. Всего было передано около 150 телеграмм. По окончании соревнований принц подарил эту яхту Маркони, участие которого в регате показало, что беспроводная связь может быть полезна плавающим судам и их экипажам, особенно в чрезвычайных обстоятельствах.
После этого были построены приёмно-передающие станции вблизи Дувра в Англии и города Булонь во Франции — в самой узкой части пролива Ла-Манш. 27 марта 1899 года аппаратурой Маркони было передано первое телеграфное сообщение через водную преграду (минуя подводный кабель) на расстояние 44 км. Событие произошло с привлечением внимания военных и гражданских ведомств обеих стран, широкой публики и прессы.
12 декабря 1901 года Маркони публично сообщил об успешном приёме сигнала (в дневное время суток), переданного с его новой станции высокой мощности на юго-западе Англии в Полдху. Приёмник со 150-метровой антенной, поднимаемой воздушным змеем, находился на острове Ньюфаундленд на расстоянии более 3500 км от передатчика. Однако никакого независимого подтверждения этого события не было, а приём сигнала, согласно техническому отчёту сотрудника станции, было трудно отличить от обыкновенных атмосферных помех. Повторный эксперимент был организован лучше и документирован. В феврале 1902 года Маркони отплыл из Великобритании в направлении Северной Америки и регулярно записывал сигналы со станции в Полдху — они принимались на расстояниях более 2500 км в ночное время суток и 1100 км в дневное время. Реальная трансатлантическая передача состоялась 17 декабря 1902 года, после чего Маркони стал активно развивать инфраструктуру беспроводного телеграфа по обе стороны океана, чтобы экономически и хронологически обойти конкурентов.
В 1903 году Маркони вынужден был купить патент Томаса Эдисона — способ беспроводной телеграфной связи между кораблями при помощи электрических волн, подобных световым, был предложен и запатентован Эдисоном в мае 1885 года.
С 1904 году компания Маркони осуществляла коммерческую передачу новостей для судов, курсирующих из США в Великобританию и обратно. Регулярная трансатлантическая радиотелеграфная связь была налажена к 1907 году.
В 1909 году Гульельмо Маркони и немецкий физик Фердинанд Браун получили Нобелевскую премию по физике «в знак признания их вклада в развитие беспроволочной телеграфии». В 1912 году сеть радиостанций Маркони включала в себя такие страны мира, как Алжир, Австралия, Бельгия, Бразилия, Бирма, Китай, Франция, Французская Гвиана, Германия, Индия, Япония, Ямайка, Мексика, Занзибар, четыре станции находились в Тихом океане и 13 — в Италии.
В 1912 году Маркони получил мировую известность благодаря тому, что потерпевший крушение «Титаник» был оснащён радиотелеграфом его компании и сигналы бедствия были приняты поспешившим на помощь пароходом «Карпатия».
За заслуги перед государством 30 декабря 1914 года Маркони был назначен пожизненным сенатором Королевства Италии.
Во время Первой мировой войны Маркони поступил добровольцем на армейскую службу, получив чин лейтенанта инженерного корпуса и служил в Институте радиотелеграфии итальянского военно-морского флота. В дальнейшем он получил ряд повышений по службе, достигнув в ноябре 1919 года чина Capitano di Fregata. После ухода с военной службы Маркони как отставной офицер получил ещё ряд повышений в чине.
В 1919 году — полномочный представитель Италии на Парижской мирной конференции. От имени Италии подписал мирные договоры с Австрией и Болгарией.
В 1919 году купил яхту на аукционе в Саутгемптоне, и с этого момента в его жизни начался новый период — яхта стала ему и домом, и местом работы. Паровая яхта длиной 67 метров, которой Маркони дал название Elettra, была модернизирована и переоборудована в плавучую лабораторию, а затем долгие последующие годы притягивала внимание мировой общественности.
Маркони принял итальянский фашизм и в 1923 году вступил в Национальную фашистскую партию. Его политический выбор стал открытым вызовом тем, кто был против его изобретательского приоритета в радио. Был сооснователем Unione radiofonica italiana.
17 июня 1929 года король Виктор Эммануил III даровал Маркони наследственный титул маркиза.
В 1930 году Бенито Муссолини назначил его главой Королевской академии Италии. Этот пост сделал его членом главного управляющего органа фашистской Италии — Большого фашистского совета.
В 1931 году Маркони основал Радио Ватикана. В 1932 году установил первую радиотелефонную микроволновую связь. В 1934 году продемонстрировал возможность микроволновой связи для навигации в открытом море.
Гульельмо Маркони умер в Риме 20 июля 1937 года в возрасте 63 лет после девятого сердечного приступа. В день похорон, 21 июля 1937 года, на две памятные минуты умолкли все радиостанции мира.

## Первое описание аппаратуры

### По докладу Приса
Первая подробная публикация об аппаратуре Маркони появилась 11 июня 1897 года. Это была публикация в журнале The Electrician доклада Приса, сделанного им в Королевском институте 4 июня 1897 года.
В передающем устройстве использовался вибратор Герца в модификации Аугусто Риги, приёмником был прибор, подобный грозоотметчику Александра Попова (созданному, в свою очередь, на основе прибора Оливера Лоджа). Первоначальная аппаратура работала с электромагнитными волнами УКВ-диапазона. Прис сообщал, что частота передатчика была около 250 МГц, то есть длина волны около 1,2 м.
В приёмнике использовался герметичный вакуумный когерер с новым составом металлического порошка, повысивший стабильность и чувствительность когерера. Кроме того — в отличие от прибора Попова — была другая кинематическая схема встряхивания когерера и обеспечивалась настройка частотной характеристики приёмника за счёт присоединения к когереру металлических пластин.

### Существенная новизна в приёмнике
Существенной новизной было введение последовательно с когерером дроссельных катушек — их не было ни в приборах Лоджа, ни в первых приборах Попова. В докладе Приса отмечалось, что «дроссельные катушки предотвращают утечку энергии». Возможно, что эти катушки выполняли ещё одну функцию. Попов впервые упомянул катушки, описывая приёмник Маркони в докладе на съезде железнодорожных электротехников в Одессе 18 сентября 1897 года, и объяснил их назначение защитой когерера от помех, возникающих в самом приёмнике — «чтобы случайные колебания, происшедшие от искры в перерывах реле и звонка, ослаблялись катушками с самоиндукцией и не достигали чувствительной трубки». Спустя месяц в похожем докладе в Электротехническом институте Попов к своему объяснению добавил: «Мы этой цели достигли вставлением трубки между обмотками реле». В 1899 году в докладе на первом Всероссийском электротехническом съезде Попов описал приёмник Маркони подробнее — он упомянул и катушки, и введённые параллельно всем электромагнитам резисторы для подавления помех от размыкания цепей с электромагнитами, отметив, что по свидетельству Маркони, без этих катушек расстояние телеграфной связи уменьшается примерно вдвое.
В. Д. Меркулов утверждает, что Аугусто Риги, лекции и лабораторные работы которого посещал Маркони, узнал о схеме приёмника Попова ещё до публикации её в январе 1896 года в статье «Прибор для обнаружения и регистрирования электрических колебаний». В. И. Шапкин считает, что Маркони впервые узнал о приборе Попова в конце 1897 года, когда прочитал его письмо в редакцию журнала The Electrician, содержащее приоритетные притязания.

### Системные отличия от опытов Попова
В докладе на съезде в Одессе Попов отметил как ещё одно из отличий от своих опытов, что «Маркони пользуется явлением резонанса», и что «я также пытался в своих опытах воспользоваться резонансом, но он мало помогал».
В отличие от приборов Попова длинная вертикальная антенна у Маркони применялась и в приёмнике, и в передатчике, где она выполняла функции вибратора, поэтому связь осуществлялась на более длинных волнах, огибающих препятствия благодаря дифракции, что увеличивало дальность. Применение в передатчике короткой искры с меньшей пиковой мощностью, но с большей длительностью разряда — с той же энергией, но меньшим затуханием — позволило использовать резонанс. Попову это не удалось, что он сам отмечал в своих публикациях. Одинаковость передающей и приёмной антенн сделала возможным резонанс без дополнительных органов настройки в аппаратуре — они были введены в аппаратуру Маркони позднее.

## Маркони о работах Лоджа и Попова
Перевод части цитаты, извлечённой из патентной заявки Маркони в США из книги Сиволла «Беспроволочная телеграфия» (С. Н. Sewall, «Wireless Telegraphy». New-York, 1903, pp. 213—214):

Я знаю о работе проф. Лоджа, озаглавленной «Творения Герца», относящейся к 1894 г., и описанные в ней различные приборы в связи с демонстрацией (Лоджем) колебаний Герца. Я также знаю статьи проф. Попова в «Трудах Русского физико-химического общества», 1895 или 1896 гг. Однако ни в одной из них не дано описания законченной системы или механизма, способного искусственно создавать волны Герца, преобразовывать их в определённые сигналы, заставлять их распространяться, принимать и воспринимать телеграфно такого рода сигналы. Также не дано, насколько я знаю, описания системы, в которой осциллятор Герца на передающей станции и прибор с несовершенным контактом на приёмной станции были бы оба снабжены проводом, с одной стороны заземлённым, а с другой — приподнятым или изолированным. Я не знаю, чтобы до моего изобретения был бы описан пригодный практически прибор с самовосстанавливающимся несовершенным контактом. Я полагаю, что я являюсь первым, открывшим и практически применившим для эффективной телеграфной передачи и ясного приёма сигналов искусственно создаваемые колебания Герца.

## Память

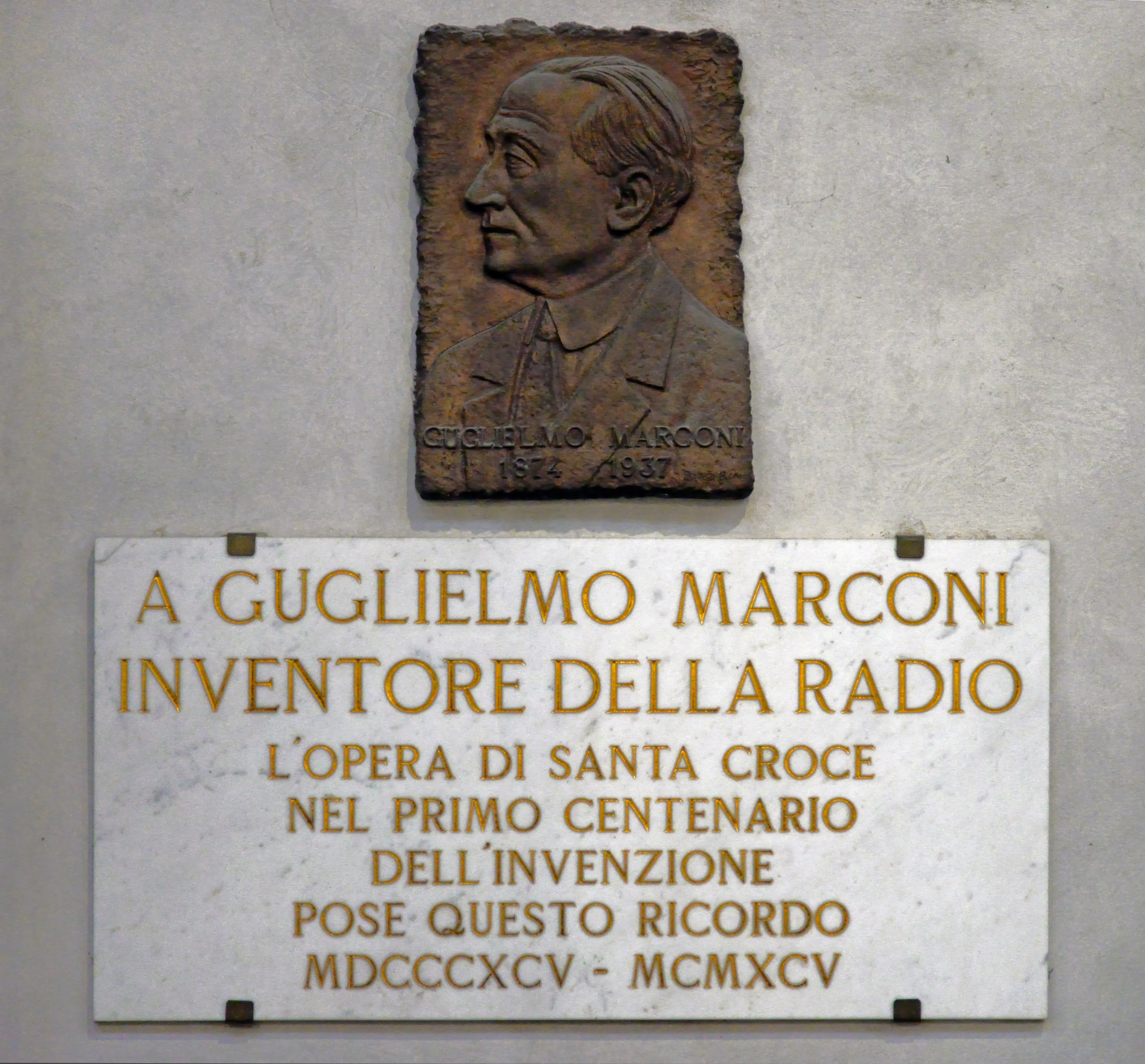
Мемориальная доска в базилике Санта Кроче, Флоренция. Италия

- В 1939 году на Всемирной выставке, в центре итальянского павильона был установлен памятник, посвящённый Маркони[53][54].
- В 1976 году Международный астрономический союз присвоил имя Гульельмо Маркони кратеру на обратной стороне Луны.
- В 1974 году Банк Италии выпустил в обращение монету номиналом в 100 лир, посвящённую 100-летнему юбилею Г. Маркони.
- С 1975 года вручается Премия Маркони.
- Аэропорт Болоньи, родного города Маркони, носит его имя.
- В 2000 году была выпущена почтовая марка Молдовы, посвящённая Маркони.
- В 2001 году Королевский монетный двор Великобритании выпустил биметаллическую памятную монету достоинством в 2 фунта в честь столетия первого сеанса трансатлантической радиосвязи.
- В «Зале кораблей» Военно-морского исторического музея в Венеции можно увидеть части корпуса «Электры», яхты-лаборатории Маркони.
- В Италии есть университет имени Г. Маркони

## Награды
- Великий офицер ордена Святых Маврикия и Лазаря
- Кавалер Савойского гражданского ордена
- Кавалер Большого креста ордена Короны Италии
- Кавалер Рыцарского ордена «За заслуги в труде» (26 октября 1902)
- Крест «За боевые заслуги»
- Медаль «В память итало-австрийской войны 1915—1918», степень за 4 года кампании
- Итальянская медаль Победы
- Медаль «В память объединения Италии»
- Кавалер Большого креста милости магистра (Мальтийский орден)
- Кавалер Большого креста ордена Сантьяго и Меча (Португалия, 18 июня 1920)[55].
- Кавалер одена Святой Анны 2-й степени (Российская империя)
- Кавалер Большого креста ордена Пия IX (Святой престол)
- Кавалер Большого креста ордена Даниила I (Королевство Черногория)
- Медаль Маттеуччи (1901)
- Нобелевская премия по физике (1909)
- Медаль Альберта (1914)
- Медаль Франклина (1918)
- Медаль почёта IRE (1920)
- Медаль Джона Фрица (1923)
- Титул маркиза (1929)
- Медаль Джона Скотта (1931)
- Медаль Вильгельма Экснера (1934).